# Gaspar Iñíguez
Gaspar Emanuel Iñíguez (26 de marzo de 1994; Buenos Aires, Argentina) es un futbolista argentino, su posición es mediocampista defensivo y actualmente se encuentra entrenando a prueba en Newell's Old Boys de la Primera División Argentina

## Trayectoria

### Argentinos Juniors
Desde sus comienzos Iñíguez mostró unas condiciones impresionantes que le valieron el paso por distintas categorías inferiores del bicho. Cuando estaba en 9.ª división, Argentinos rechazó una oferta por 2 millones de dólares por parte del Barcelona ya que los dirigentes consideraban que el jugador tenía un futuro enorme y mucho para ofrecerle al club como para venderlo tan tempranamente.
Iñíguez debutó en la Primera División de Argentina el 29 de octubre de 2011 ante Vélez en la victoria de su equipo por 3 a 1, además integró las selecciones argentina Sub-15 y Sub-17.
En septiembre de 2013 se dio a conocer en el mundo entero al hacer una entrada a un jugador rival con la cara, perdiendo tres piezas dentales y recibiendo tarjeta amarilla.

### Udinese Calcio
En febrero de 2015, luego de tener su pase acordado con el club italiano Hellas Verona, Argentinos Juniors decidió cancelar la venta por ciertos desacuerdos en la forma de pago por parte del club italiano.
En julio del Mismo año, Tras la caída de su pase al Hellas Verona, la institución de la Paternal vendió al jugador al Udinese Calcio. Al Bicho le quedarían netos alrededor de 1.2 millones de euros.

### Veracruz
El 16 de julio de 2019 se hace oficial la contratación del mediocampista argentino, Gaspar Iñiguez como refuerzo de los Tiburones Rojos de Veracruz dentro de la Liga MX para el campeonato Apertura 2019, así lo dio a conocer la institución a través de sus redes sociales. 
Debuta el Viernes 13 de septiembre de 2019 en el partido Veracruz (0) vs. Cruz Azul (0) de la jornada 9 del Torneo Apertura 2019 iniciando como titular.

## Selección nacional

### Participaciones con la selección
| Torneo                      | Sede    | Resultado        |
| --------------------------- | ------- | ---------------- |
| Sudamericano Sub-15 de 2009 | Bolivia | Primera ronda    |
| Sudamericano Sub-17 de 2011 | Ecuador | Tercer puesto    |
| Mundial Sub-17 de 2011      | México  | Octavos de final |

## Clubes
| Club                | País      | Año       | Partidos | Goles |
| ------------------- | --------- | --------- | -------- | ----- |
| Argentinos Juniors  | Argentina | 2011-2015 | 92       | 2     |
| Udinese Calcio      | Italia    | 2015      | 0        | 0     |
| Granada             | España    | 2015      | 0        | 0     |
| Carpi 1909          | Italia    | 2015-2016 | 0        | 0     |
| Tigre               | Argentina | 2016-2019 | 15       | 0     |
| Ascoli Calcio       | Italia    | 2019      | 3        | 0     |
| Veracruz            | México    | 2019      | 11       | 0     |
| Coquimbo Unido      | Chile     | 2020-2021 | 17       | 0     |
| San Marcos          | Chile     | 2021      | 23       | 1     |
| Deportivo Riestra   | Argentina | 2022-2023 | 19       | 1     |
| Deportivo Merlo     | Argentina | 2023      | 0        | 0     |
| Deportivo Laferrere | Argentina | 2024      | 1        | 0     |